# Wallach (Mondkrater)
Wallach ist ein kleiner, schüsselförmiger Einschlagkrater auf der Mondvorderseite in der Ebene des Mare Tranquillitatis, nordöstlich von Maskelyne und südlich von Sinas.
Der Krater wurde 1979 von der IAU nach dem deutschen Chemiker und Nobelpreisträger Otto Wallach offiziell benannt.